# Fujiwara no Toshihito
Fujiwara no Toshihito est un nom japonais traditionnel ; le nom de famille (ou le nom d'école), Fujiwara, précède donc le prénom (ou le nom d'artiste).
Fujiwara no Toshihito (藤原 利仁) est un noble et général durant l'époque de Heian au Japon. Il est le fils de Fujiwara Mimbu-no-kyo Tokinaga qui lui-même est le fils de  Fujiwara no Uona (771 - 778), ancêtre des Ōshū Fujiwara.
Il porte le titre de Chinjufu-shogun, c'est-à-dire « commandant en chef de la défense du nord ». Il est le père de Fujiwara Kaga-no-suke Tadayori et grand-père de Fujiwara no Yoshimune.

## Source
- Shokyuki. An Account of the Shokyu War of 1221, by William H. McCullough Monumenta Nipponica © 1964 Sophia University

## Référence
- (en) Cet article est partiellement ou en totalité issu de l’article de Wikipédia en anglais intitulé « Fujiwara no Toshihito » (voir la liste des auteurs).